# 잠부드비파

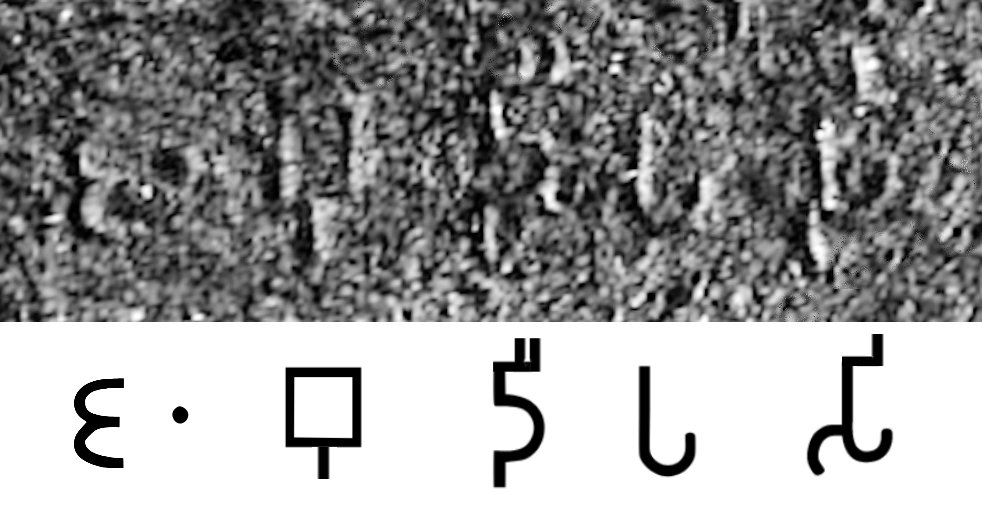
기원전 250년경 아소카의 사하스람 소암 칙령에 "인도"를 뜻하는 프라크리트어 이름 잠부디파시(산스크리트어 "잠부드비파").

잠부드비파(산스크리트어: जम्बूद्वीप)는 고대 인도 자료에서 인도 아대륙의 영토를 묘사하는 데 자주 사용되는 이름이다.
이 용어는 고대 인도 우주론에서 "섬" 또는 "대륙"을 의미하는 드비파 개념에 기반을 두고 있다. 잠부드비파라는 용어는 아소카에 의해 기원전 3세기 그의 왕국을 나타내기 위해 사용되었다. 동일한 용어가 이후 텍스트에서도 사용되었는데, 예를 들어 10세기경의 칸나다어 비문은 이 지역, 아마도 고대 인도를 잠부드비파로 묘사했다.
잠부드비파라는 단어는 문자적으로 "염부나무의 땅"을 의미하며, 여기서 잠부(jambu)는 염부나무의 산스크리트어이다.

## 푸라나의 묘사

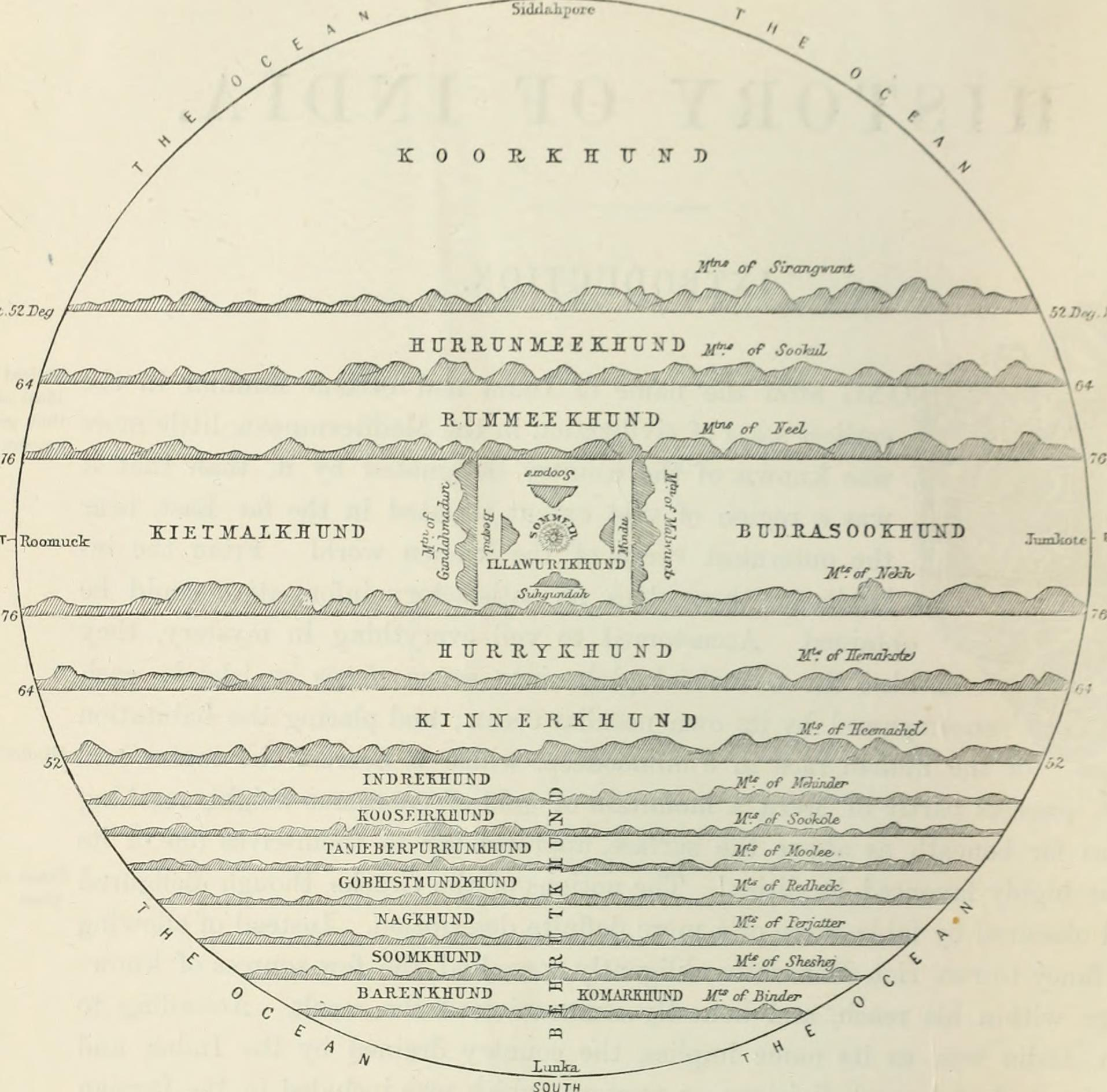
잠부드비파 지도

푸라나 우주론에 따르면, 세계는 7개의 동심원 섬 대륙(사프타-드비파 바수마티)으로 나뉘어져 있으며, 각각은 이전 대륙의 두 배 크기인 7개의 원형 바다로 분리되어 있다. 푸라나의 7대륙은 잠부드비파, 플락샤드비파, 살말리드비파, 쿠사드비파, 크라운차드비파, 샤카드비파 및 푸슈카라드비파로 명시되어 있다. 7개의 중간 바다는 각각 소금물, 사탕수수 주스, 포도주, 기, 요구르트, 우유 및 물로 구성되어 있다. "세계-비세계"를 의미하는 로칼로카라고 불리는 산맥은 이 마지막 바다를 가로질러 알려진 세계와 어두운 공간을 구분한다.
수다르샤나드비파라고도 알려진 잠부드비파는 위의 도식에서 가장 안쪽의 동심원 섬을 형성한다. 그 이름은 염부나무에서 유래했다고 한다. 비슈누 푸라나 (2장)에 따르면 염부나무의 열매는 아시아코끼리만큼 크며, 썩어서 산마루에 떨어지면 그 압착된 즙으로 강이 형성된다. 그렇게 형성된 강은 잠부나디 "잠부강"이라고 불리며 잠부드비파를 흐르는데, 그 주민들은 그 물을 마신다. 섬 대륙 잠부드비파는 9개의 바르샤(구역)와 8개의 중요한 파르바타(산)로 구성되어 있다고 한다.
마르칸데야 푸라나는 잠부드비파를 남북으로 움푹 들어가 있고 중앙이 높고 넓은 것으로 묘사한다. 높은 지역은 일라브르타 또는 메루바르샤라는 바르샤를 형성한다. 일라브르타의 중앙에는 산의 왕인 황금 메루산이 있다. 메루산 정상에는 브라흐마의 거대한 도시인 브라흐마푸리가 있다. 브라흐마푸리 주변에는 인드라와 7명의 다른 데바타의 8개 도시가 있다.
마르칸데야 푸라나와 브라흐만다 푸라나는 잠부드비파를 인도 연꽃의 4개 꽃잎 모양의 4개 거대한 지역으로 나누며, 메루산은 과피처럼 중앙에 위치한다. 브라흐마푸리 도시는 아카샤 강가라는 강으로 둘러싸여 있다고 한다. 아카샤 강가는 비슈누의 발에서 흘러나와 달 지역을 씻은 후 "하늘을 통해" 떨어지고 브라흐마푸리를 감싼 후 "4개의 거대한 물줄기로 갈라진다"고 하는데, 이 물줄기는 메루산의 경치에서 4개의 반대 방향으로 흐르며 잠부드비파의 광대한 땅을 관개한다.
각 바르샤에 산과 강이 있는 드비파의 일반적인 이름(잠부-드비파는 9개, 다른 드비파는 7개)은 여러 푸라나에 나와 있다. 그러나 다른 푸라나에는 다른 이름 세트가 제공된다. 가장 상세한 지리는 바유 푸라나에 묘사되어 있다.

## 불교에서
불교의 우주론은 bhūmaṇḍala(지구의 원)를 세 가지 별개의 수준으로 나눈다: 욕계 (욕망의 영역), 색계 (형태의 영역), 무색계 (형태 없는 영역). 욕계에는 메루산 (수메루)이 위치하며, 이는 4개의 섬 대륙으로 둘러싸여 있다고 한다. 가장 남쪽의 섬은 잠부드비파라고 불린다. 수메루 주변의 불교 기록에 나오는 다른 세 대륙은 잠부드비파에서 온 인간에게는 접근할 수 없다. 잠부드비파는 남쪽으로 뭉툭한 점이 있는 삼각형 모양으로, 약간 인도 아대륙과 비슷하다. 중앙에는 대륙의 이름인 "잠부 섬"의 유래가 된 거대한 잠부나무가 있다.
잠부디파는 4개의 마하디파, 즉 차크라발라 "우주"에 포함되고 전륜성왕이 다스리는 거대한 대륙 중 하나이다. 이들은 수메루산 주변에 무리를 이룬다. 잠부드비파에는 8만 4천 개의 봉우리, 호수, 산맥 등이 있는 히마바가 있다.
이 대륙은 그곳에 자라는 잠부나무(나가라고도 불림)에서 이름을 얻었는데, 그 줄기는 둘레가 15요자나, 뻗어나가는 가지는 길이가 50요자나, 그늘은 100요자나에 이르며 높이도 100요자나이다 (Vin.i.30; SNA.ii.443; Vsm.i.205f; Sp.i.119, etc.). 이 나무 때문에 잠부디파는 잠부산다라고도 알려져 있다 (SN.vs.552; SNA.i.121). 이 대륙은 크기가 1만 요자나에 달하며, 이 1만 요자나 중 4천은 바다로 덮여 있고, 3천은 히말라야 산맥으로 덮여 있으며, 3천은 인간이 거주한다 (SNA.ii.437; UdA.300).
잠부드비파는 인간이 살고 있으며, 인간으로 태어나 깨달음을 얻을 수 있는 유일한 곳이다. 잠부드비파에서 다르마의 선물을 받고 사성제, 팔정도를 이해하며 궁극적으로 삶과 죽음의 순환에서 해방될 수 있다. 또 다른 언급은 불교 경전인 마하밤사에서 찾을 수 있는데, 아소카 황제의 아들 마힌다는 비구가 된 후 아누라다푸라 국왕 데바남피야 팃사 (아누라다푸라는 당시 인도 끝에 있는 독립된 섬, 지금은 스리랑카로 알려진 곳의 수도)에게 자신을 잠부드비파에서 왔다고 소개하며 지금의 인도 아대륙을 지칭한다. 이는 대승불교의 지장보살본원경에 묘사되어 있다.

## 자이나교에서

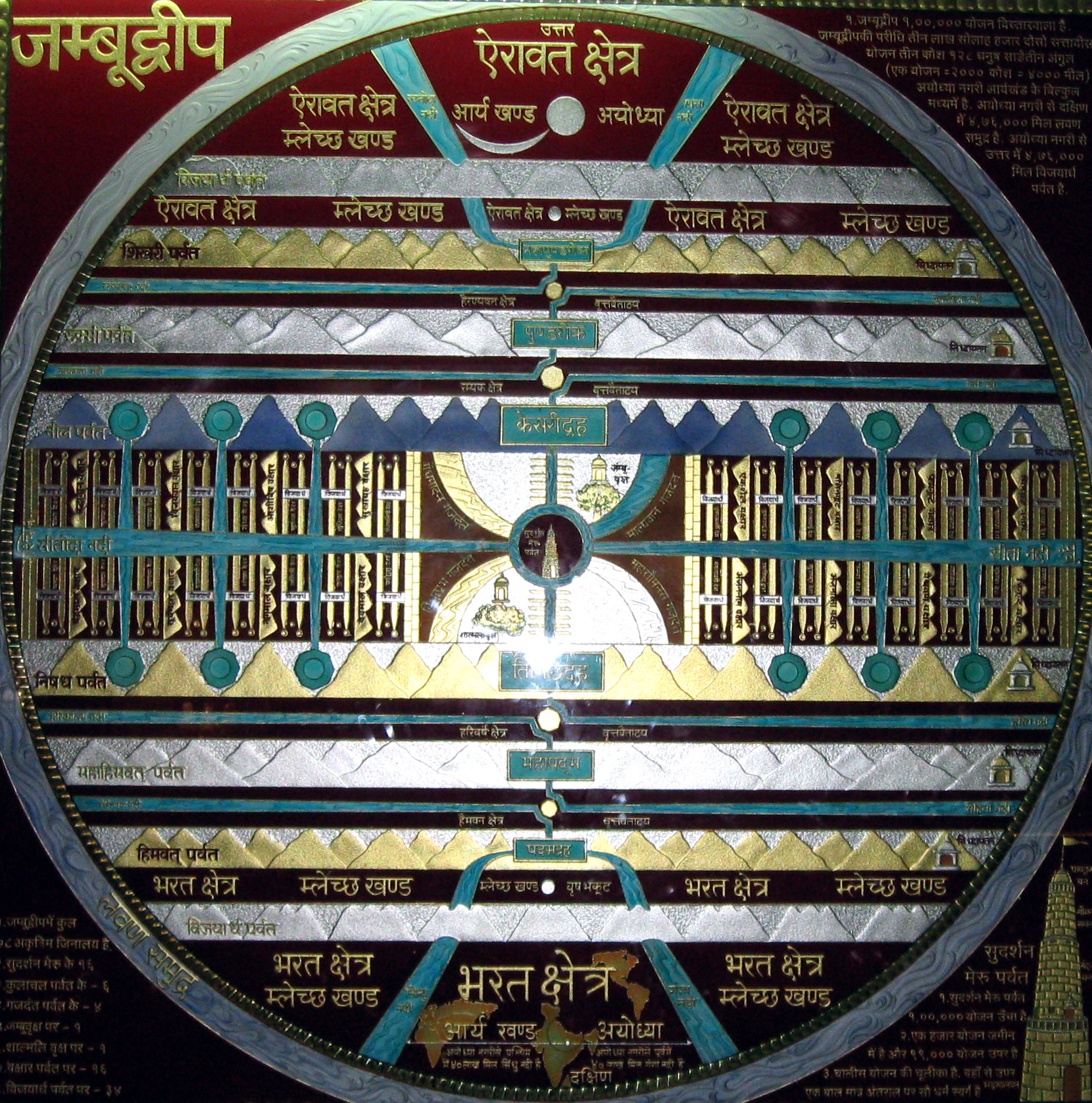
자이나교 우주론에 따른 잠부드비파 지도를 묘사한 그림

자이나교의 우주론에 따르면 잠부드비파는 인간이 거주하는 마드얄로카, 즉 우주의 중앙 부분의 중심에 위치한다. 잠부드비파프라즈나프티 또는 장미사과나무 섬에 대한 논문은 잠부드비파의 묘사와 Ṛṣabha와 바르타 왕의 생애를 담고 있다. 트리로카사라(세 세계의 본질), 트리로카프라즈나프티(세 세계에 대한 논문), 트리로카디피카(세 세계의 조명) 및 Kṣetrasamāsa(자이나 지리의 요약)는 잠부드비파와 자이나교 우주론의 세부 사항을 제공하는 다른 텍스트이다.
마드얄로카는 바다로 둘러싸인 많은 대륙 섬들로 구성되어 있으며, 첫 여덟 개의 이름은 다음과 같다:
| 대륙/섬            | 대양                            |
| 잠부드비파         | 라바노다 (소금 바다)            |
| 다트키 칸드        | 칼로다 (검은 바다)              |
| 푸스카르바르드비파 | 푸스카로다 (연꽃 바다)          |
| 바룬바르드비파     | 바루노다 (바룬 바다)            |
| 크시르바르드비파   | 크시로다 (우유 바다)            |
| 그루트바르드비파   | 그루토다 (기름 바다)            |
| 익슈바르드비파     | 익수바로다 (사탕수수 주스 바다) |
| 난디슈바르드비파   | 난디슈와로다                    |
메루산은 세계의 중앙에 위치하며, 지름 10만 요자나의 원 형태인 잠부드비파에 둘러싸여 있다.
잠부드비파 대륙에는 6개의 산이 있으며, 대륙을 9개의 구역(크세트라)으로 나눈다. 이 구역들의 이름은 다음과 같다:
1. 바르타크세트라
2. 마하비데하크세트라
3. 아이라바트크세트라
4. 람야크와스
5. 하리워스
6. 하이라니바트 크세트라
7. 하마바트크세트라
8. 데브쿠루
9. 우타르쿠루

### 건축
하스티나푸르에 있는 잠부드위프 자이나교 티르타는 그얀마티 마타지의 감독 아래 건설되었으며, 자이나교의 우주론에 따른 잠부드비파를 묘사한다.

## 지정학적 의미에서의 잠부드비파

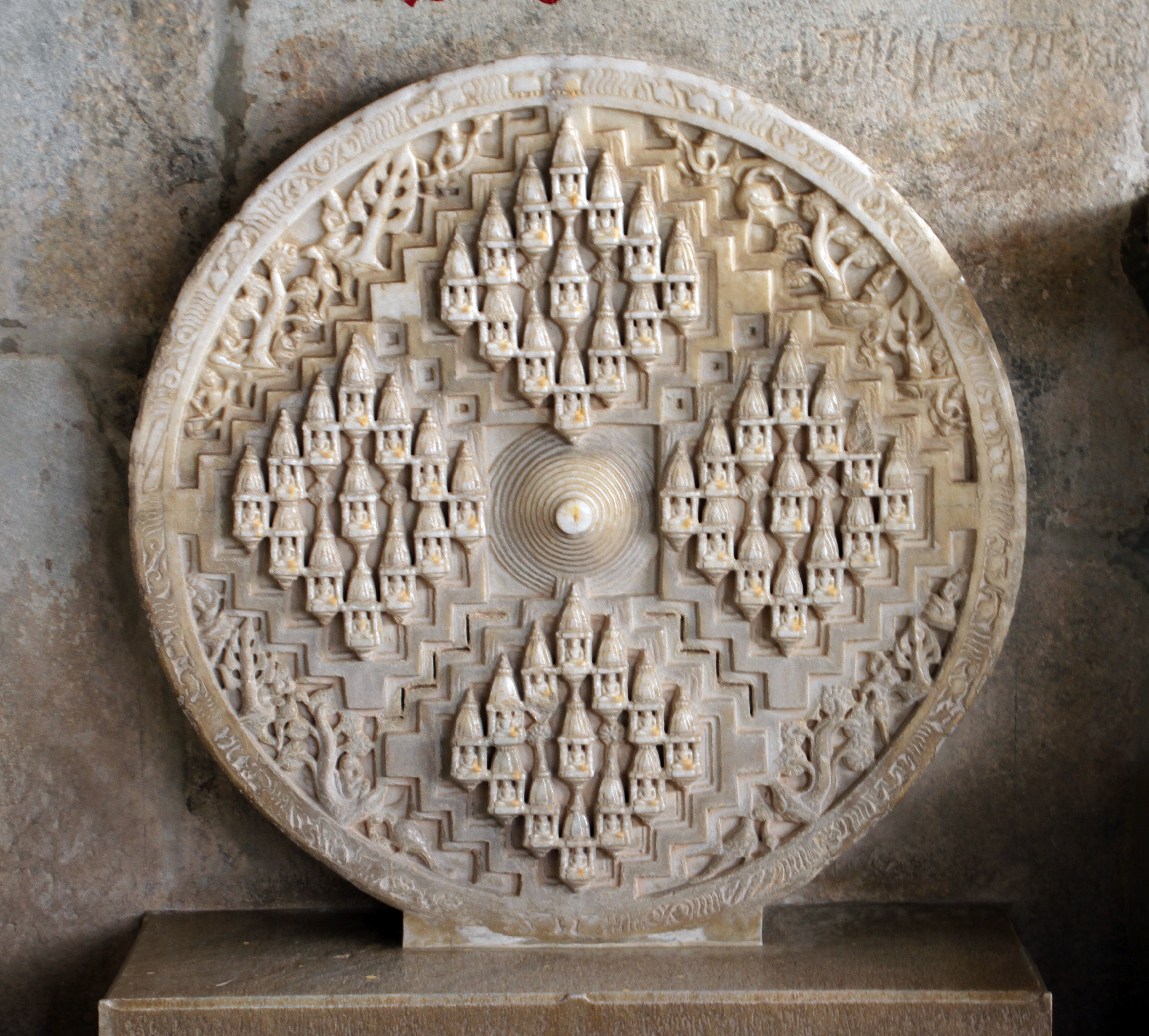
라낙푸르 자이나교 사원에 있는 자이나교 우주론에 따른 잠부드비파 지도를 묘사한 이미지

잠부드비파라는 용어는 아소카에 의해 기원전 3세기 그의 왕국을 나타내기 위해 사용되었으며, 동일한 용어는 이후의 비문, 예를 들어 10세기 마이소르 비문에서도 반복되어 이 지역, 아마도 인도를 잠부드비파로 묘사한다.
‘쿤탈라국 (마이소르 북서부와 봄베이 관구 남부 포함)은 나바-난다, 굽타-쿨라, 마우리아 왕들이 통치했다; 그 다음에는 라타가 통치했다: 그 다음은 찰루키아; 그 다음은 칼라추리 가문; 그 다음은 (호이살라) 발랄라였다.’ 또 다른 하나는 쿠바투르에 있는데, 찬드라 굽타가 잠부 드비파의 바라타-크세트라 남쪽에 있는 나가-칸다를 통치했다고 명시적으로 밝히고 있다: 이것은 수많은 비문 중 나가라-칸다 70으로, 반다니케 (반달리케 시모가)가 주요 도시였던 것으로 보인다. 또한 아래에서 언급할 기록에 따르면 카담바 왕의 딸들이 굽타 가문에 시집갔다고 한다.— Annual Report Of Mysore 1886 To 1903

## 같이 보기
- 인도의 이름
- 샤카드비파
- 우타라쿠루
- 카르슈바르, 아베스타의 동등한 대륙